# Буерис (Удине)
Буерис је насеље у Италији у округу Удине, региону Фурланија-Јулијска крајина.
Према процени из 2011. у насељу је живело 546 становника. Насеље се налази на надморској висини од 197 м.